# منتخب تونس لكرة القدم الخماسية
منتخب تونس لكرة القدم الخماسية هو الفريق الذي يمثل تونس في منافسات كرة القدم الخماسية العالمية و الإفريقية. يلقب الفريق بنسور قرطاج. كما تشرف عليه الجامعة التونسية لكرة القدم.

## سجل المشاركات

### بطولة كأس العالم لكرة القدم داخل الصالات
- من 1989 إلى 2004 - لم يشاركوا
- من 2008 إلى 2020 - لم يترشحوا

### بطولة أفريقيا لكرة القدم الخماسية
- 1996 إلى 2004 - لم يشاركوا
- 2008 - الجولة الأولى
- 2011 - ألغيت البطولة
- 2016 - الجولة الأولى
- 2020 - لم يترشحوا

### البطولة العربية لكرة القدم الخماسية
- 1998 - لم يشاركوا
- 2005 - الجولة الأولى
- 2007 - الجولة الأولى
- 2008 - الجولة الأولى

### دورة اتحاد شمال أفريقيا لكرة القدم الخماسية
- 2005 -  المرتبة الثالثة
- 2009 -  المرتبة الثالثة
- 2010 -  المرتبة الثالثة

### كأس البحر الأبيض المتوسط داخل الصالات
- 2010 - المرتبة الثامنة

## وصلات خارجية
- الموقع الرسمي